# Wisdom (albatros)
Pour les articles homonymes, voir Wisdom.
Wisdom est une femelle albatros de Laysan, née vers 1951. Elle a été baguée en 1956 par les ornithologues de la réserve naturelle des îles Midway, qui ont estimé son âge à au moins cinq ans, soit l'âge où cet oiseau peut commencer à atteindre sa maturité sexuelle. Elle a alors reçu le matricule N333.
Ce spécimen a été remarqué par les scientifiques, puis relayé par la presse, en raison de sa longévité : alors que l'espérance de vie ordinaire de cette espèce est de 10 à 19 ans, avec quelques individus atteignant 50 ans, Wisdom est toujours en vie en 2023 à l'âge d'au moins 70 ans. Elle a eu de nombreux petits, dont le 36e est né au début de 2021, et probablement plusieurs partenaires successifs (l'albatros de Laysan étant monogame). Sa bague placée en 1956 a été remplacée à six reprises, avant qu'elle ne tombe.